# CVM Tomis Constanța
Club Volei Municipal Tomis Constanța este un club de volei din Constanța, România care evoluează în Divizia A1 Masculin. Este de 6 ori campioană națională și în 8 rânduri câștigătoare a Cupei României.

## Istoric
Clubul a fost fondat în 1996 sub numele de CSS 1 Media Năvodari, pornind din Divizia A2, categoria a doua a campionatului românesc : în 1998 a obținut promovarea în Divizia A1.
Clubul și-a schimbat ulterior numele de încă două ori: mai întâi în 2002 în Volei Club Municipal Constanța și apoi în 2005 în denumirea definitivă de Club Volei Municipal Tomis Constanța; primele succese au început în această perioadă, odată cu cucerirea Cupei României în ediția 2004-05 , câștigată apoi în următoarele cinci ediții, și succesul în campionat începând cu ediția 2006-07 , câștigat apoi de două ori consecutiv: rezultatele excelente au determinat echipa să participe la diverse competiții europene .
O nouă dublă cu victoria campionatului și a cupei naționale vine la finalul sezonului 2012-13 , repetată în sezonul următor, în timp ce în sezonul 2014-15 câștigă doar titlul.
În sezonul 2012/13, Tomis Constanța a concurat pentru prima dată în Liga Campionilor.
Tomis este pe locul 14 (din octombrie 2016) în clasamentul cluburilor europene masculine.

## Rezultate
- Divizia A1:
  - Aur: 2007, 2008, 2009, 2013, 2014, 2015

- Cupa României:
  - Câștigători: 2005, 2006, 2007, 2008, 2009, 2010, 2013, 2014

- Cupa CEV:
  - Semifinaliști: 2014

- Challenge Cup:
  - Bronz: 2009
  - Semifinaliști: 2012

## Nume anterioare
- 1996-2002: CSS 1 Midia Năvodari
- 2002-2005: Volei Club Municipal Constanța
- 2005–prezent: Club Volei Municipal Tomis Constanța

## Echipa

### Echipa actuală
Actualizat 5 Noiembrie 2014
- 01  Stanislav Petkov
- 02  Robert Vologa
- 04  Bojan Janić
- 05  Sergiu Stancu
- 06  Andrey Zhekov
- 07  Răzvan Tănăsescu
- 08  Dragoș Pavel
- 10  Andrei Stoian
- 11  Andrei Spînu
- 13  Vencislav Simeonov
- 15  Adrian Aciobăniței
- 17  Nikola Rosić
- 18  Andrei Laza

### Membrii staffului
- Președinte: Sorin Gabriel Strutinsky
- Vicepreședinte: Eduard Martin
- Director executiv: Serhan Cadâr
- Team manager: Bulent Cadâr
- Antrenor principal: Martin Stoev
- Antrenor asistent: Radu Began
- Fizioterapeut: Alexandru Negraru
- Statistici: Marius Pop

## Foști antrenori
- 2006-2009: Sergiu-Alin Ilieș